# Annette Funicello
Annette Joan Funicello (Utica, 22 ottobre 1942 – Bakersfield, 8 aprile 2013) è stata un'attrice e cantante statunitense.

## Biografia
Iniziò la propria carriera come attrice bambina all'età di dodici anni. Diventò famosa come una delle più popolari "Mouseketeers" delle prime edizioni della trasmissione televisiva Mickey Mouse Club. Da ragazza passò ad una carriera di successo come cantante interpretando brani pop come O Dio Mio, Tall Paul e Pineapple Princess, e si impose come attrice diventando, al fianco di Frankie Avalon, la star del genere cinematografico detto beach party, piuttosto popolare verso la metà degli anni sessanta.
Dopo la fine degli anni sessanta, diradò le proprie apparizioni sul grande schermo, limitandosi a occasionali partecipazioni a serie televisive in qualità di ospite speciale.
Si sposò due volte: la prima, nel 1965, con Jack Gilardi dal quale ebbe tre figli, mentre nel 1986 si risposò con l'allevatore e allenatore di cavalli Glen Holt.
Nel 1992 la Funicello rese noto che le era stata diagnosticata la sclerosi multipla. Morì per le complicazioni della malattia l'8 aprile 2013.

## Riconoscimenti
- Young Hollywood Hall of Fame (1950's)
- Disney Legends (1992)

## Filmografia

### Cinema

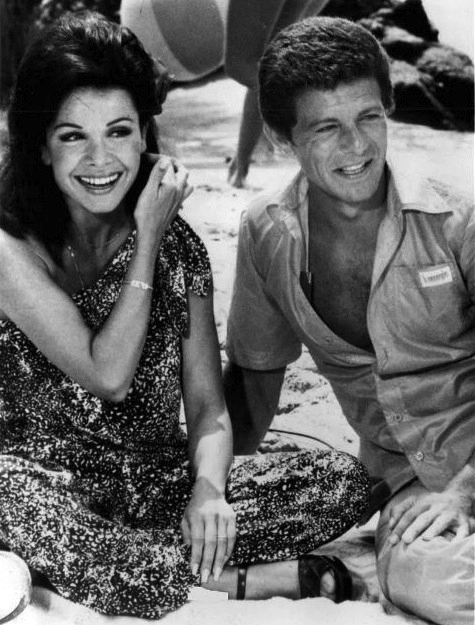
Annette Funicello con Frankie Avalon nel 1977

- Geremia, cane e spia (The Shaggy Dog), regia di Charles Barton (1959)
- Babes in Toyland, regia di Jack Donohue (1961)
- Giallo a Firenze (Escapade in Florence), regia di Steve Previn (1962)
- Vacanze sulla spiaggia (Beach Party), regia di William Asher (1963)
- Le disavventure di Merlin Jones (The Misadventures of Merlin Jones), regia di Robert Stevenson (1964)
- Muscle Beach Party, regia di William Asher (1964)
- Bikini Beach, regia di William Asher (1964)
- Pigiama party (Pajama Party), regia di Don Weis (1964)
- Una sirena sulla spiaggia (Beach Blanket Bingo), regia di William Asher (1965)
- The Monkey's Uncle, regia di Robert Stevenson (1965)
- Ski Party, regia di Alan Rafkin (1965)
- How to Stuff a Wild Bikini, regia di William Asher (1965)
- Il Dr. Goldfoot e il nostro agente 00... e un quarto (Dr. Goldfoot and the Bikini Machine), regia di Norman Taurog (1965)
- Elfego Baca: Six Gun Law, regia di Christian Nyby (1966)
- Fireball 500, regia di William Asher (1966)
- Thunder Alley, regia di Richard Rush (1967)
- Sogni perduti (Head), regia di Bob Rafelson (1968)
- Tutti al mare (Back to the Beach), regia di Lyndall Hobbs (1987)

### Televisione
- Mickey Mouse Club - serie TV (1955-1959)
- Spin e Marty (Spin and Martin), serie TV (1956-1957)
- Annette - serie TV, 19 episodi (1958)
- Make Room for Daddy - serie TV, 5 episodi (1959)
- Zorro - serie TV, 4 episodi (1959-1961)
- Disneyland - serie TV (1959-1962)
- Carovane verso il West (Wagon Train) - serie TV (1963)
- The Greatest Show on Earth – serie TV, episodio 1x25 (1964)
- La legge di Burke (Burke's Law) - serie TV, 2 episodi (1963-1965)
- Hondo – serie TV, episodio 1x16 (1967)
- Love, American Style - serie TV, 1 episodio (1971)
- Easy Does It... Starring Frankie Avalon - serie TV (1976)
- Frankie and Annette: The Second Time Around - film TV (1978)
- Fantasilandia (Fantasy Island) - serie TV, 3 episodi (1979-1981)
- Love Boat (The Love Boat) - serie TV, 2 episodi (1978-1982)
- Lots of Luck - film TV (1985)
- Genitori in blue jeans (Growing Pains) - serie TV, 1 episodio (1986)

## Doppiatrici italiane
- Renata Biserni in Fortuna a palate
- Aurora Cancian in Tutti al mare
- Laura Boccanera in Le disavventure di Merlin Jones (doppiaggio tardivo)
- Monica Ward in Lo zio dello scimpanzé (doppiaggio tardivo)
- Rossella Acerbo in Giallo a Firenze (doppiaggio tardivo)
- Eleonora De Angelis in Zorro (ridoppiaggio)

## Discografia

### Album
- Annette (1959)
- Annette Sings Anka (1960)
- Hawaiiannette (1960)
- Italiannette (1960)
- Dance Annette (1961)
- The Story of My Teens (1962)
- Annette's Beach Party (1963)
- Muscle Beach Party (1964)
- Annette On Campus (1964)
- Annette At Bikini Beach (1964)
- Pajama Party (1964)
- Something Borrowed Something Blue (1964)
- Annette Sings Golden Surfin' Hits (1965)
- Annette Funicello (1972)
- Annette Funicello Country Album (1984)
- Best of Annette (1984)
- Annette: A Musical Reunion with America's Girl-Next-Door (1993)
- A Dream Is a Wish Your Heart Makes (1995)
- The Best of Annette (1991)